# Charles Bémont

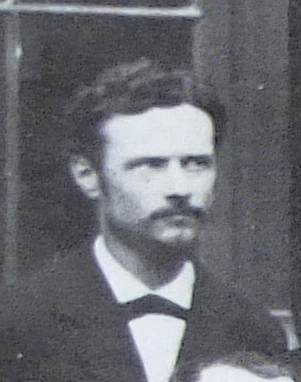
Charles Bémont, 1880.

Charles Bémont, född 16 november 1848 och död 1939, var en fransk historiker.
Bémont var directeur d'études vid L'École pratique des hautes études, Sorbonne, och medutgivare av den största franska historiska tidskriften, Revue historique. Han ägnade sig särskilt åt Englands historia, och utgav akter rörande den engelska styrelsen av Guyenne under medeltiden och skrev även en monografi över Simon de Montfort (1884).